# Richard Guldan
Richard Guldan (* 21. April 1901 in Mirschikau, Böhmen; † 3. Juli 1955 in Hannover, Niedersachsen) war ein deutscher Ingenieur und Hochschullehrer.

## Leben
Guldan besuchte das Gymnasium in Budweis. 1925 legte er sein Zweites Staatsexamen für Bauingenieurwesen an der Deutschen Technischen Hochschule Prag ab. Anschließend war er dort bis 1928 als wissenschaftlicher Assistent am Geodätischen Institut bei Nowak tätig. Von 1928 bis 1936 war er wissenschaftlicher Assistent am Lehrstuhl für Betonbau. Während dieser Zeit legte er 1920 seine Zweite Staatsprüfung für Vermessungsingenieurwesen an der Deutschen Technischen Hochschule Brünn ab.
Im Jahr 1931 wurde er an der DTH Brünn zum Dr. techn. promoviert und nahm 1931/1932 Lehraufträge wahr. 1934 habilitierte er sich an der DTH Prag für Beton- und Stahlbetonbau.
1936 machte er sich mit einem eigenen Ingenieurbüro selbständig. Im Jahr 1941 wurde er als außerordentlicher Professor an die DTH Prag berufen. 1947 übernahm er an der Technischen Hochschule Hannover die Vertretung des Lehrstuhls für Statik und Baukonstruktionen und wurde dort 1949 zum ordentlichen Professor berufen.
Guldan war NSDAP-Mitglied ab 1939 mit der Mitgliedsnummer 7.098.793, außerdem Mitglied der Schutzstaffel (SS) und von 1939 bis 1945 des NSDDB. Guldan war Gaukassenverwalter des NSDDB und damit Mitglied einer Gauleitung.
Ab 1949 war er Vertrauensmann der Notgemeinschaft der Deutschen Wissenschaft, der Vorgängerorganisation der DFG.
Er starb mit 54 Jahren nach schwerer Krankheit in Hannover.